# Comedian (kunstwerk)

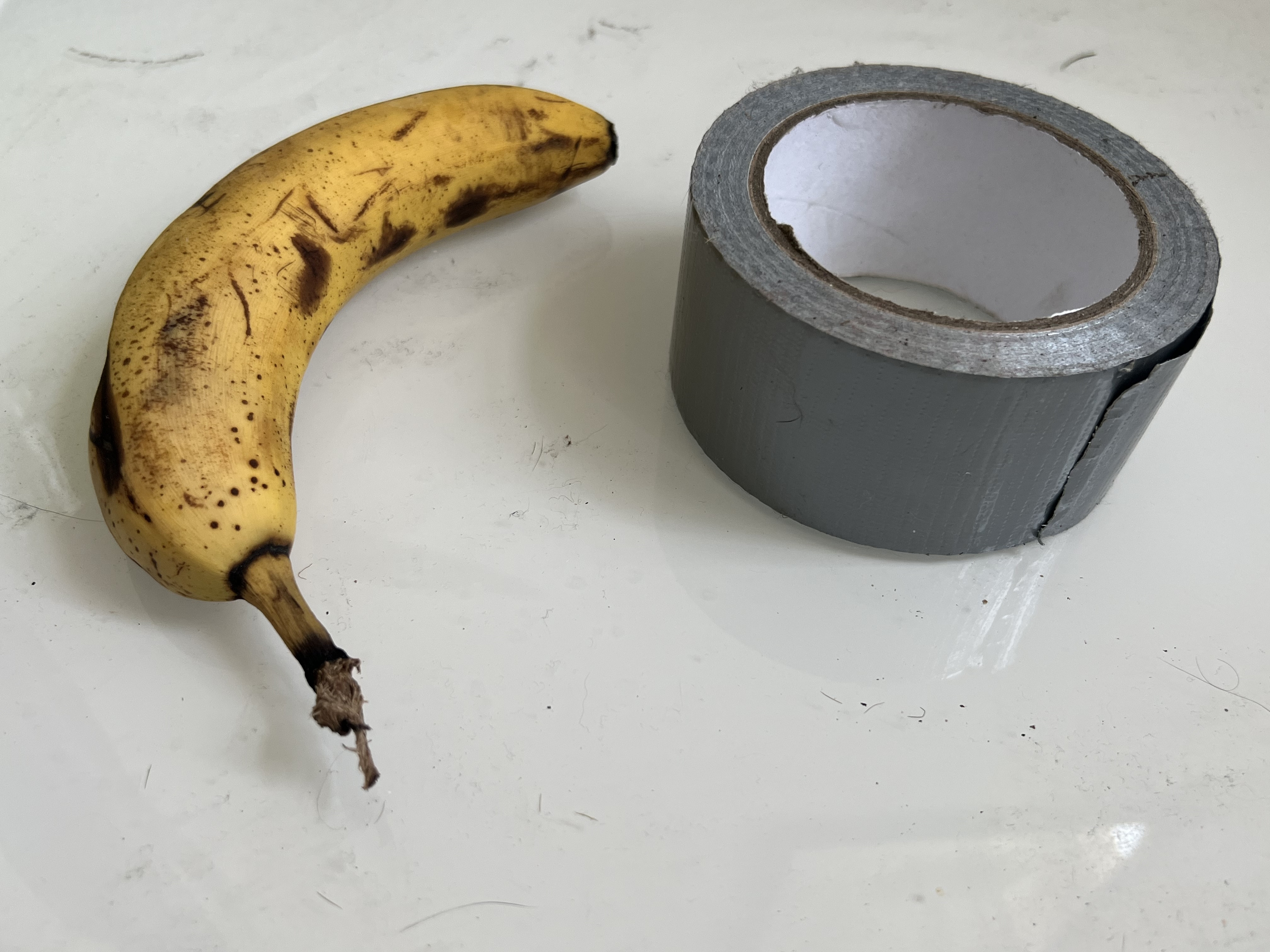
Een banaan en een rol duct tape. (Deze specifieke banaan en rol duct tape waren geen deel van het oorspronkelijke kunstwerk)

Comedian is een kunstwerk uit 2019, gemaakt door de Italiaanse kunstenaar Maurizio Cattelan. Het werk, waar drie uitvoeringen van gemaakt zijn, bestaat uit een verse banaan die met een stuk ducttape aan een muur bevestigd is. Twee uitvoeringen van het werk zijn tijdens de kunstbeurs Art Basel in Miami Beach voor 120.000 USD het stuk verkocht.

## Achtergrond
Cattelan staat bekend om zijn lichtvoetige kunst, zo is hij onder meer bekend van het werk America, een volledig functioneel gouden toilet. Het gebruik van ducttape als medium was ook niet nieuw voor Cattelan, hij had in 1999 het werk A Perfect Day gemaakt, dat bestond uit de muur van een galerie en de kunsthandelaar Massimo de Carlo die daar met ducttape op bevestigd was. 
Het materiaal voor Comedian kwam uit de buurt; de bananen in kwestie waren gekocht bij een groenteboer in Miami, waar Cattelan er ongeveer 30 cent voor kwijt was. De galeriehouder Emmanuel Perrotin die het werk op de beurs ten toon stelde,beschreef het werk als "een symbool voor de wereldhandel en globalisering, een visuele double entendre, alsook het gebruik van de banaan als een typisch humoristisch hulpmiddel". Cattelan stelde dat "de banaan geacht wordt een banaan voor te stellen". Dit was het eerste werk sinds 15 jaar dat Cattelan speciaal voor een kunstbeurs maakte.

## Ontvangst
De kritieken waren verdeeld, sommige kunstcritici vroegen zich zelfs af of het wel kunst was. Het tijdschrift Artnet News schreef dat het werk het ergste was dat op de beurs tentoongesteld was, en dat Cattelan kunstverzamelaars had opgelicht door ze voor 120.000 dollar het stuk een aan de muur getapete banaan te verkopen. Anderen vergeleken het werk met de bananenkunst van Andy Warhol

## Verkoop
Het werk was in drie uitvoeringen uitgebracht; twee daarvan werden voor 120.000 USD op Art Basel verkocht. Een van deze ging vaar Sarah Andelman, een van de oprichtsters van modehuis Colette. Het andere exemplaar dat op de beurs verkocht is ging naar het paar Billy en Beatrice Cox. De aangekochte uitvoeringen kwamen met een certificaat van authenticiteit. De banaan kan waar nodig vervangen worden.
De kunstenaar Damien Hirst klaagde in augustus tegen de media dat hij geen exemplaar voor zijn eigen collectie kon kopen, en dat hij Cattelan had voorgesteld een exemplaar te ruilen voor een van zijn eigen werken, waarop Cattelan antwoordde dat het stuk uitverkocht was., waarop Hirst dan maar zelf een kopie van het werk maakte. Er bleek toch nog een exemplaar te liggen, dat door Cattelan aan het Guggenheim museum in New York geschonken werd, inclusief instructies en diagrammen hoe het werk op te hangen.

## Consumptie
Nadat het werk op de kunstbeurs Art Basel verkocht was, werd de banaan in kwestie opgegeten door de Georgisch-Amerikaanse performancekunstenaar David Datoena. Hij grapte dat de banaan naar 120.000 dollar smaakte, en dat hij als kunstenaar het concept banaan had gegeten. Datoena werd niet vervolgd voor deze actie. Een kwartier na de actie werd een andere banaan opgehangen, maar uiteindelijk werd het kunstwerk van de muur gehaald vanwege "ongecontroleerde massa's".
Het bananige deel van het werk werd in 2023 bij een expositie in het Leeum, Samsung Museum of Art in Yongsan-gu in de Zuid-Koreaanse hoofdstad Seoel wederom opgegeten, dit maal door een kunststudent die aangaf honger gehad te hebben.